# Ortografia de Bello
A ortografia de Bello ou ortografia chilena foram os nomes atribuídos à reforma ortográfica do espanhol americano, criada pelo linguista venezuelano Andrés Bello, e o escritor colombiano Juan García del Río.
Foi publicada originalmente em Londres, no artigo «Indicaciones sobre la conveniencia de simplificar y uniformar la ortografía en América» (Indicações sobre a conveniência de simplificar e normalizar a ortografia na América), nas revistas Biblioteca Americana em 1823, e El Repertorio Americano em 1826; e teve como objetivo modificar a ortografia da língua espanhola na América para alcançar a combinação perfeita entre os grafemas e fonemas.
Parcialmente, essa reforma ortográfica começou a ser utilizada oficialmente no Chile em 1844, e posteriormente na Argentina, Colômbia, Equador, Nicarágua e Venezuela. O último país que manteve ela foi o Chile, onde as normas da Real Academia Espanhola (RAE) foram adotadas em 1927.

## Antecedentes
No final do século XV, o humanista Antonio de Nebrija propôs na obra Gramática castellana (1492) que «tinha de escrever-se como se pronuncia, e pronunciar como se escreve, porque de outro modo as letras foram encontradas em vão», tendo apresentado o conceito da ortografia fonética espanhola, repetida no texto Reglas de ortographia de la lengua castellana (1517). Mais tarde, na primeira metade do século XVII, Gonzalo Correas impulsionou uma reforma ortográfica com critérios fonéticos em vez de etimológicos, sob o princípio de que cada fonema deve corresponder a um grafema de forma biunívoca, ideia que ele incorporou nas suas obras Nueva i zierta ortografia kastellana (1624) e Ortografia kastellana nueva i perfeta (1630), onde destacou que «a escrita devia ser feita de forma pura e límpida, como se pronuncia, de acordo com a regra referida, na qual será escrita, como se pronuncia, e pronunciar como se escreve».
Ainda que a Real Academia Espanhola (1713) tenha simplificado a grafia da língua espanhola a partir da publicação da obra Orthographía española (1741), buscando o padrão fonético, esta tendência de reformar a escrita havia terminado em 1815. No entanto, naquela época a Academia não incluía os americanos entre seus membros, e nem levava em consideração os processos pelos quais a língua entrava em contacto com a diversidade linguística das terras conquistadas, e assim, os estudiosos americanos da língua tiveram de cumprir a sua tarefa fora dela, e por vezes em oposição direta a ela.

## Reforma ortográfica

### Proposta de Bello

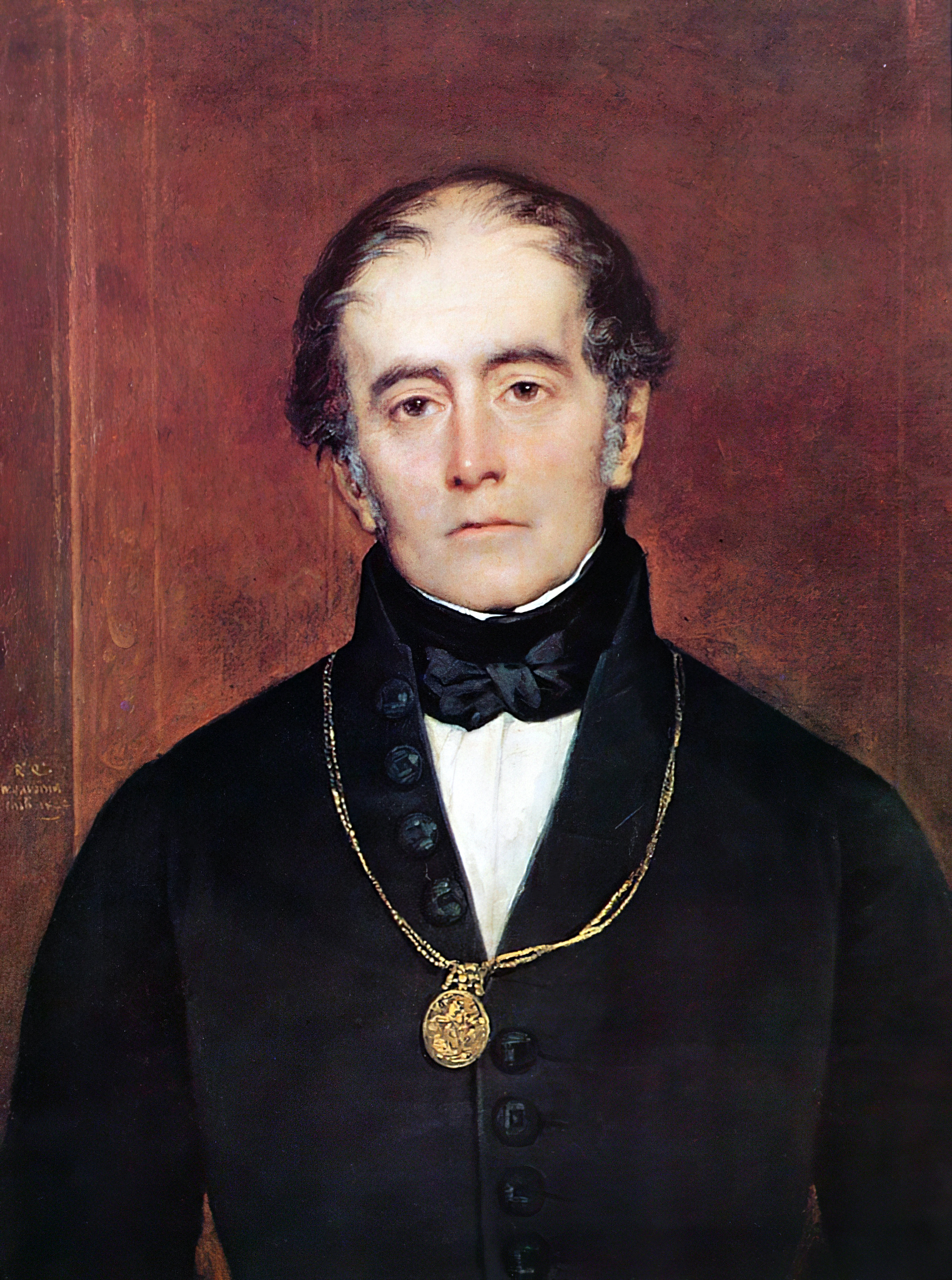
Andrés Bello, que propôs a reforma ortográfica, nomeada em sua homenagem.

Na revista Biblioteca Americana, Andrés Bello e Juan García del Río publicaram o artigo «Indicaciones sobre la conveniencia de simplificar y uniformar la ortografía en América» (Indicações sobre a conveniência de simplificar e normalizar a ortografia na América) em Londres, no ano de 1823. Nele, e apesar de reconhecer o trabalho da Real Academia Espanhola na ordenação e simplificação da grafia da língua, Bello considerou que as limitações etimológicas que a Academia se impôs a si própria causaram efeitos desastrosos no ensino em ambas as margens do Atlântico, e se pronunciou «a favor do critério fonético e [contra] o etimológico». A tese de Bello baseou-se no facto de que o uso da etimologia como critério linguístico era ocioso, já que a leitura e em geral o uso da língua não estavam vinculadas ao seu conhecimento histórico, e diante dos problemas produzidos, ao contrário do uso racional.
Por causa disso, Bello propôs remover o «c» ambíguo e o «h mudo», atribuir ao «g» e «y» apenas um dos seus valores, escrever sempre «rr» para representar a consoante vibrante e dedicar um corpo de estudiosos para resolver no local a diferença entre «b» e «v» (betacismo). O seu objetivo era criar uma correspondência unívoca entre os fonemas e grafemas, para simplificar a ortografia do espanhol americano do século XIX, caracterizada por algumas inconsistências:
- As letras que representam graficamente fonemas idênticos:
  - O som /k/, representado por «c», «k», «qu».
  - O som /s/, representado por «c», «s», «z» (seseio).
  - O som /x/, representado por «g», «j», «x».
  - O som /i/, representado por «i», «y».
- As letras que representam mais de um fonema:
  - «c», «g», «r», «x», «y».
- Letras mudas:
  - «h».
  - «u» —nas combinações «gue», «gui», «que», «qui»—.

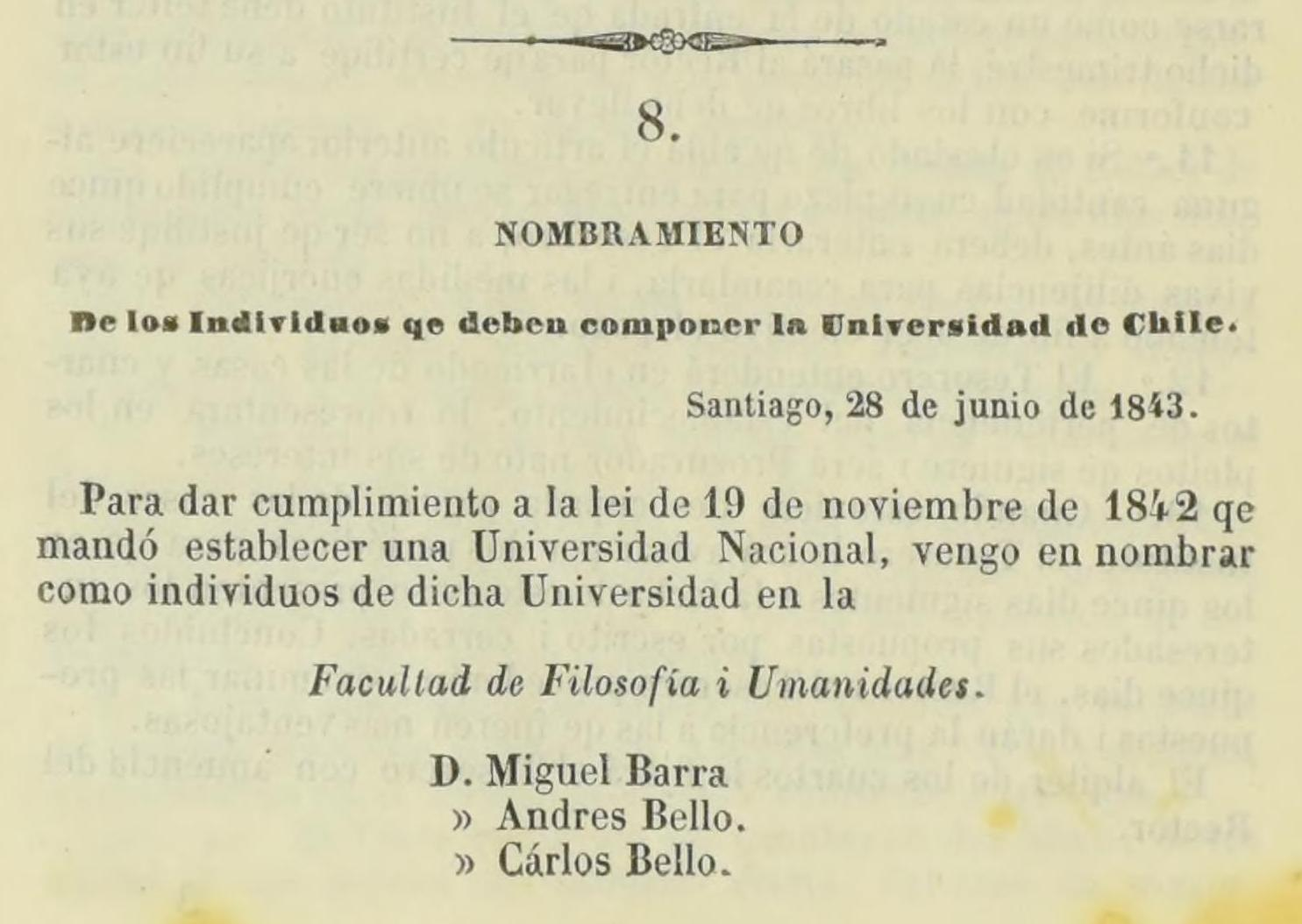
Trecho dos Anales de la Universidad de Chile (1843), escrito na ortografia de Bello.

Bello promovia, juntamente com uma redistribuição do silabário em atenção à realidade do uso linguístico, uma simplificação implementada em duas fases:
- Primeira fase:
  - Substituir por «i» o «y» com valor vocálico (rei, i).
  - Substituir por «j» o som fricativo surdo do «g» (jeneral [general], jinebra [genebra]) e do «x» (Méjico [México], Jiménez [Jimenes]).
  - Substituir por «z» o som sibilante do «c» (zerdo [porco], zisma [cisma]).
  - Suprimir o «h mudo» (ombre [homem], ueso [osso]).
  - Suprimir o «u mudo» de «que» e «qui» (qeso [queijo], qienes [quem]).
  - Escrever «rr» sempre que pronunciar a consoante vibrante múltipla, também conhecida como «som forte», (rrazón [razão], alrrededor [ao redor]).
- Segunda fase:
  - Substituir por «q» o som explosivo do «c» (qasa [casa], qomo [como]).
  - Suprimir o «u mudo» de «gue» e «gui» (gerra [guerra], ginda [ginja]).

### Proposta de Sarmiento
Vinte anos depois, durante o seu segundo exílio no Chile (1840-1851), Domingo Faustino Sarmiento elaborou uma proposta semelhante à de Bello. No dia 17 de outubro de 1843, enquanto Bello era o reitor da Universidade do Chile, Sarmiento apresentou na Faculdade de Humanidades o seu projeto Memoria (sobre ortografía americana), onde preferiu conservar o «c» e dispensar o «z», além de eliminar o «v» e o «x». No entanto, no dia 19 de fevereiro de 1844, a Faculdade de Humanidades considerou essa proposta radical.

## Implementação e uso

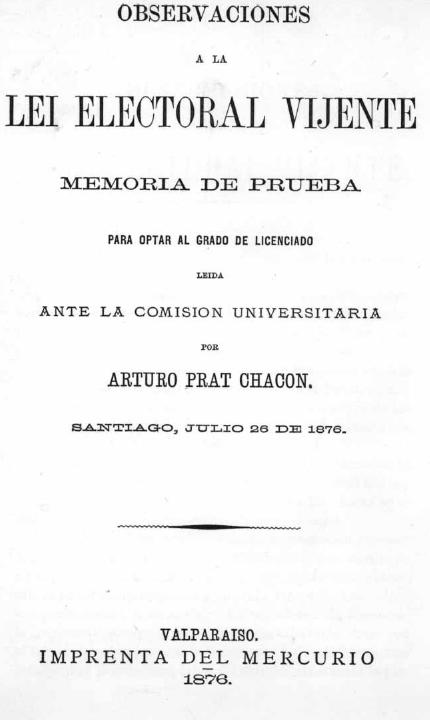
Observaciones a la lei electoral vijente (1876), de Arturo Prat.

A influência de Bello foi percebida na proposta da «Academia Literária e Científica de Professores da Instrução Primária de Madri», que adotou muitos dos seus princípios em 1843. No entanto, a rainha espanhola Isabel II pôs fim a este projeto a 25 de abril de 1844, impondo por decreto real, o cumprimento da Academia por meio do Registo ortográfico da língua castelhana, disposto da real ordem [sic] para o uso das escolas públicas, pela Real Academia Espanhola, de acordo com o sistema adotado na nona edição do seu Dicionário. Com esta publicação, os acordos da RAE quanto à ortografia atingiram o patamar da normativa, substituindo outros possíveis manuais ortográficos.
Embora o projeto de Bello não tenha sido totalmente realizado, algumas das suas ideias foram propostas no Chile em maio de 1844 pela Faculdade de Humanidades, no governo do então presidente do Chile Bulnes, que seguiu a recomendação e finalmente adotou nesse mesmo ano o uso da nova ortografia no ensino e redação dos documentos oficiais. As modificações adotadas pelo governo do Chile foram as seguintes:
- Substituir por «i» o «y» com valor vocálico (rei, i)
- Substituir por «j» o som fricativo surdo do «g» (jeneral [general], jinebra [genebra])
- Substituir por «s» o «x» antes das consoantes (testo [texto], estremo [extremo])
- Suprimir o «h» e o «u» mudos (ombre [homem], qeso [queijo])
- Escrever sempre com «rr» o som forte desta consonante (rratón [rato], arrmario [armário]).[14]

No entanto, a falta de rigor na implementação dessas modificações fez com que algumas delas caíssem em desuso[carece de fontes?] e apenas as três primeiras permaneceram em vigor. Posteriormente, essas mudanças foram estendidas à Argentina, Colômbia, Equador, Nicarágua e Venezuela. Em 1847, Bello escreveu a obra Gramática de la lengua castellana destinada al uso de los americanos.
O Chile foi o último país a manter essa ortografia, que esteve vigente há mais de oitenta e três anos. A diferença nos usos ortográficos durou até 1927, quando o governo do então presidente chileno Ibáñez, por meio do decreto 3876 do Ministério da Instrução Pública, restaurou as normas académicas da RAE no ensino e documentos oficiais a partir de 12 de outubro daquele ano.
A grafia chilena foi objeto de estudo do filólogo e linguista Rodolfo Lenz, que escreveu os seguintes textos sobre isso: Observaciones sobre la ortografía de Chile (1891), De la ortografía castellana (1894) e Problemas del Diccionario Castellano en América (1927).

## Iniciativas semelhantes
O prémio Nobel de Literatura de 1956 Juan Ramón Jiménez utilizou na sua obra Poemas májicos y dolientes (1909), uma grafia semelhante à de Bello, «[porque] se deve escrever como se fala[,] pelo amor à simplicidade [e] pela antipatia ao pedante». No I Congresso Internacional da Língua Espanhola, realizado em Zacatecas, no México, no ano de 1997, o prémio Nobel de Literatura de 1982 Gabriel García Márquez reeditou, entre outras, a proposta de Bello, defendeu a supressão de grafias arbitrárias e defendeu «reform[ar] a ortografia».
Para além disso, o escritor e filósofo Miguel de Unamuno defendeu a adoção de «uma ortografia fonética e simples» em La raza y la lengua, no quarto volume de Obras completas, onde foram incluídos os seus artigos sobre a reforma da escrita, que ele também expressou na sua obra «nivola» Niebla (1914). Por outro lado, o filósofo Jesús Mosterín levantou, tanto em Ortografía fonémica del español (1981), como em Teoría de la escritura (1993), «uma nova ortografia para o espanhol», baseada nos seus fonemas.